# Ramocsaháza, Szabolcs-Szatmár-Bereg
Ramocsaháza  este un sat în districtul Baktalórántháza, județul Szabolcs-Szatmár-Bereg, Ungaria, având o populație de 1.592 de locuitori (2011). 

## Demografie
Componența etnică a satului Ramocsaháza
     Maghiari (87,21%)
     Romi (12,42%)
     Necunoscut (0,18%)
     Germani (0,18%)
     Alții (0,18%)
Componența confesională a satului Ramocsaháza
     Reformați (57,73%)
     Romano-catolici (16,96%)
     Greco-catolici (10,68%)
     Fără religie (1,32%)
     Necunoscută (13,07%)
     Luterani (0,25%)
     Alte religii (1,19%)
Conform recensământului din 2011, satul Ramocsaháza avea 1.592 de locuitori. Din punct de vedere etnic, majoritatea locuitorilor (87,21%) erau maghiari, cu o minoritate de romi (12,42%). Apartenența etnică nu este cunoscută în cazul a 0,18% din locuitori.  Din punct de vedere confesional, majoritatea locuitorilor (57,73%) erau reformați, existând și minorități de romano-catolici (16,96%), greco-catolici (10,68%) și persoane fără religie (1,32%). Pentru 13,07% din locuitori nu este cunoscută apartenența confesională.